# 4e cérémonie des Hong Kong Film Awards
La 4e cérémonie des Hong Kong Film Awards a eu lieu le 13 avril 1985.

## Palmarès et nominations
Les gagnants sont indiqués ci-dessous en premier de chaque catégorie et en caractères gras.

### Meilleur film
- Homecoming de Yim Ho
  - Hong Kong 1941 de Po-Chih Leong
  - Long Arm of the Law de Johnny Mak
  - Shanghai Blues de Tsui Hark

### Meilleur réalisateur
- Yim Ho pour Homecoming
  - Tsui Hark pour Shanghai Blues
  - Johnny Mak pour Long Arm of the Law
  - Po-Chih Leong pour Hong Kong 1941
  - Danny Lee pour Law with Two Phases

### Meilleur scénario
- Leung-Ming Hung pour Homecoming
  - Michael Hui pour Teppanyaki
  - John Chan pour Hong Kong 1941
  - Philip Chan pour Long Arm of the Law
  - Manfred Wong pour Everlasting Love

### Meilleur acteur
- Danny Lee pour Law with Two Phrases
  - Chow Yun-fat pour Hong Kong 1941
  - Kent Cheng pour Beloved Daddy
  - Michael Hui pour Teppanyaki
  - Jackie Chan  pour Le Marin des mers de Chine

### Meilleure actrice
- Gaowa Siqin pour Homecoming
  - Sylvia Chang pour Shanghai Blues
  - Josephine Koo pour Homecoming
  - Cecilia Yip pour Hong Kong 1941
  - Deannie Yip pour Wrong Wedding Trail

### Meilleur acteur dans un second rôle
- Wai Shum pour Long Arm of the Law

### Meilleure actrice dans un second rôle
- Anita Mui pour Behind the Yellow Line

### Meilleur débutant
- Josephine Koo pour Homecoming

### Meilleure photographie
- Brian Lai pour Hong Kong 1941

### Meilleure direction artistique
- William Chang pour Homecoming

### Meilleure chorégraphie d'action
- Jackie Chan pour Le Marin des mers de Chine

### Meilleur montage
- Peter Cheung pour Long Arm of the Law

### Meilleure musique de film
- Man Yee Lam pour Love in a Fallen City